# 北松田駅
北松田駅（きたまつだえき）は、北海道勇払郡苫小牧町大字勇払村字トアサ（現苫小牧市柏原）にあった鉄道省富内線の鉄道駅（廃駅）である。
1943年11月1日に国有化とともに日高本線と並行することから不要不急線となって休止され、そのままとなった。

## 歴史
- 1925年（大正14年）7月1日 - 北海道鉄道 (2代)（旧北海道鑛業鐵道）金山線の上勇払駅として開業[2]。貨物駅[2]。
- 1926年（大正15年）5月1日 - 北松田駅に改称（一般駅）[4][5]。
- 1943年（昭和18年）
  - 8月1日 - 戦時買収により国有化され、富内線の駅となる[2]。
  - 11月1日 - 営業休止[2]。

### 駅名の由来
当初の名称である「上勇払」は勇払村の中心地である勇払川河口にある勇払市街地に対して上流側にあることからと推測されるが、これ以前にこの地を指してその様に呼ばれたことはなかった。
「北松田」の名称は、1897年（明治30年）施行の「国有未開地処分法」を受けてこの地の周辺の山林原野を払い下げられた松田利三郎が、翌1898年（明治31年）入植したことに由来し、当駅は彼が開設した松田農場の敷地の北側に設けられた。当駅開設の1925年頃には主に軍馬150頭の他牛100頭以上の飼育数が記録されている。
1944年（昭和19年）の字名改正では種々の理由により柏原となったが、「松田」が最有力候補であった程である。

## 駅跡
当駅付近の線路跡は国道235号に転用されている。

## 駅周辺
前述の松田利三郎は牧場内の山林を開く際に木炭製造業者を呼んで製炭させ、当駅から出荷した。駅近くには大きな木炭倉庫が建てられていた。

## 隣の駅
鉄道省
富内線
沼ノ端駅 - 北松田駅 - 静川駅

## 関連記事
- 日本の鉄道駅一覧